# 401 f.Kr.

## Händelser

### Efter plats

#### Persiska riket
- Kyros den yngre använder ett bråk med Tissafernes om de joniska städerna som en ursäkt för att samla en stor armé och låtsas förbereda en expedition till Pisidien i Taurusbergen. Han börjar med 20.000 man, av vilka omkring 10 000 är grekiska legosoldater. När han når floden Eufrat vid Thapsakos tillkännager han att han är på väg mot Artaxerxes II. Han kan utan motstånd marschera till Babylonien; men Artaxerxes, som i sista stund har blivit varnad av Tissafernes, samlar snabbt ihop en armé. De två styrkorna möts i slaget vid Cunaxa, norr om Babylon, där Kyros dödas.
- De grekiska legosoldater, som kämpar på Kyros sida, blir övergivna efter hans död. De kämpar sig norrut, genom arméer av fientliga perser, armenier och kurder till Trapezos vid Svarta havets kust. Staden leds av Xenofon, som blir deras ledare, när den persiske satrapen Tissafernes får Klearchos av Sparta och de andra äldre grekiska kaptenerna infångade och, på Artaxerxes order, avrättade.
- Agesilaios II blir kung av Sparta vid sin styvbror Agis II:s död.

#### Kina
- Zhou an wang blir kung av den kinesiska Zhoudynastin.

### Efter ämne

## Avlidna
- Agis II, eurypontisk kung av Sparta sedan 427 f.Kr.
- Klearchos, spartansk general och legosoldat
- Kyros den yngre, yngre son till Dareios II, kung av Persiska riket